# Moteur 12 cylindres à plat
Un moteur 12 cylindres à plat, également appelé moteur à 12 cylindres opposés horizontalement, est un moteur à pistons comportant douze cylindres, avec six cylindres de chaque côté d’un vilebrequin central.
Les moteurs douze cylindres à plat sont moins courants que les moteurs V12, mais ils ont été utilisés dans diverses voitures de course durant les années 1960 et 1970, ainsi que dans les voitures de route Ferrari à moteur central entre 1973 et 1996.

## Conception
Contrairement à la plupart des moteurs bicylindres à plat, quatre cylindres à plat et six cylindres à plat, les moteurs douze cylindres à plat utilisent généralement la configuration de vilebrequin d’un moteur en V à 180°. Au lieu de la conception d’un moteur boxer, où chaque piston possède sa propre manivelle, les moteurs douze cylindres à plat font partager une manivelle à chaque paire de pistons ; ils sont donc plats, mais ne sont pas de véritables boxers.
Comparé à un moteur V12, un moteur douze cylindres à plat possède un centre de gravité plus bas. Cependant, en raison de sa largeur accrue, il est rarement utilisé dans des voitures à moteur avant.

## Voitures de course

### Formule 1
Le premier moteur douze cylindres à plat connu a été construit par Porsche en 1947 pour la voiture de course abandonnée Cisitalia Grand Prix. Le moteur, connu sous le nom de Porsche Typ 360, était suralimenté et avait une cylindrée de 1,5 litre. Un seul moteur a été construit et la voiture a effectué des essais de vitesse maximale, mais elle n’a jamais participé à une course.
En 1964–1965, la Ferrari 512 F1 a participé à plusieurs courses de Formule 1. La 512 F1 était propulsée par un moteur douze cylindres à plat de 1,5 litre, et courait aux côtés de la Ferrari 158 à moteur V8 sur laquelle elle était basée. Ferrari est revenue aux moteurs douze cylindres à plat en 1970, lorsque la Ferrari 312B a remplacé le moteur V12 utilisé par son prédécesseur. Sa successeure, la Ferrari 312T, a été introduite en 1975 et a remporté les championnats constructeurs de Formule 1 de 1975 à 1979,. Le succès de la Ferrari 312T a incité d'autres écuries de Formule 1 à développer des moteurs douze cylindres à plat, comme l’Alfa Romeo 177 en 1979.
En 1990, le moteur douze cylindres à plat Subaru 1235 a été conçu pour la tentative infructueuse de Subaru de participer à la Formule 1 en tant que motoriste.

### Voitures de sport
En 1969, la voiture de course prototype Porsche 917 a introduit un moteur douze cylindres à plat refroidi par air. Ce moteur était basé sur le précédent moteur huit cylindres à plat, mais utilisait une configuration de vilebrequin de type V12, au lieu de la configuration boxer utilisée par le huit cylindres à plat. La domination de la Porsche 917 a probablement influencé Ferrari, qui est passée des moteurs V12 aux moteurs douze cylindres à plat (utilisant une configuration boxer) pour la Ferrari 312 PB, qui a couru de 1971 à 1973. Alfa Romeo a également utilisé des moteurs douze cylindres à plat dans les prototypes de course 33TT12 (1973–1976) et 33SC12.
Pour la catégorie des prototypes sportifs de 1991, Mercedes-Benz a abandonné son moteur V8 biturbo au profit d’un moteur douze cylindres à plat atmosphérique monté dans la Mercedes-Benz C291. Ce moteur utilisait une culasse avec des sorties d’échappement situées à l’endroit habituel des admissions (sur le dessus du moteur, orientées vers le haut). Les admissions se trouvaient entre les arbres à cames d’admission et d’échappement, juste au-dessus des bougies, orientées vers l’extérieur en angle par rapport à la verticale. Cette disposition permettait d’installer le moteur plus bas dans le châssis. La C291 a connu peu de succès et Mercedes s’est retirée des courses de prototypes à la fin de la saison 1991.

## Voitures de série
De 1973 à 1996, Ferrari a utilisé des moteurs douze cylindres à plat dans plusieurs modèles de production : la Ferrari 365 GT/4 BB (1973-1976), la Ferrari 512 BB (1976-1981), la Ferrari 512 BBi (1981-1984), la Ferrari Testarossa (1984-1991), la Ferrari 512 TR (1991-1994) et la Ferrari F512 M (1994-1996).

## Autres utilisations
Pendant la Seconde Guerre mondiale, le char britannique Covenanter était équipé d’un moteur Meadows D.A.V douze cylindres à plat développant 340 chevaux (250 kW) et le Churchill d’un moteur Bedford douze cylindres à plat de 350 chevaux (261 kW). Un autre usage militaire fut celui des véhicules blindés Panhard EBR dans les années 1950.
Durant les années 1940, la Franklin Engine Company aux États-Unis a produit un moteur d’avion douze cylindres à plat appelé O-805-2.